# دوايت جونز (كرة سلة)
دوايت جونز (بالإنجليزية: Dwight Jones)‏ (مواليد 27 فبراير 1952 في هيوستن - 25 يوليو 2016)، هو لاعب كرة سلة أمريكي سابق بدأ مسيرته الاحترافية في سنة 1973 وحمل الرقم 13. يبلغ طوله 6 قدم 10 بوصة (2.1 م). شارك في مسابقة كرة السلة في الألعاب الأولمبية الصيفية. اعتزل اللعب في 1984.

## فرق لعب لها
- أتلانتا هوكس
- هيوستن روكتس
- شيكاغو بولز
- لوس أنجلوس ليكرز

## الميداليات
| الميدالية | المسابقة                       |
| --------- | ------------------------------ |
| فضية      | الألعاب الأولمبية الصيفية 1972 |

## روابط خارجية
- دوايت جونز على موقع الاتحاد الدولي لكرة السلة (الإنجليزية)
- دوايت جونز على موقع إن بي أي (الإنجليزية)
- دوايت جونز على موقع سبورتس رفرنس (الإنجليزية)
- دوايت جونز على موقع كلية كرة السلة في سبورتس رفرنس.كوم (الإنجليزية)
- دوايت جونز على موقع ريلجم (الإنجليزية)
- دوايت جونز على موقع سبورتس رفرنس (الإنجليزية)
- دوايت جونز على موقع أوليمبيديا (الإنجليزية)